# Бочковский, Николай Андреевич
Никола́й Андре́евич Бочко́вский (6 (18) декабря 1859 — март 1920) — русский военачальник, генерал-майор (1916), Георгиевский кавалер. Герой Первой мировой войны, участник Русско-турецкой, Русско-японской и Гражданской войн.

## Биография
Из мещан города Хотина, Бессарабской губернии. Православного вероисповедания.
Общее образование получил в Хотинском уездном училище.
В апреле 1877 года вступил в военную службу в расквартированный в Одессе 59-й пехотный Люблинский полк рядовым на правах вольноопределяющегося 3-го разряда и в сентябре того же года командирован на учёбу в Одесское пехотное юнкерское училище, — был зачислен в училище с переименованием в юнкера. В апреле 1878 года произведен в унтер-офицеры, в декабре того же года — в старшие унтер-офицеры, и в том же месяце — в портупей-юнкера. Поскольку во время Русско-турецкой войны состоял в войсках, охраняемых побережье Чёрного моря, был удостоен тёмно-бронзовой медали «В память русско-турецкой войны 1877—1878 годов» и считался участником военной кампании 1877—1878 годов.
По окончании учебного курса юнкерского училища возвратился в свой полк и в мае 1880 года был произведен в офицерский чин прапорщика пехоты.
В июне–августе 1881 года прошёл в Киеве, при 3-й саперной бригаде, подготовку по саперному делу с оценкой успешно.
В марте 1882 года назначен заведывающим полковой учебной командой. В мае 1882 года произведен в подпоручики; в мае 1884 года утверждён в должности заведывающего полковой учебной командой.
С октября 1984 по сентябрь 1889 года — командирован в Одесское пехотное юнкерское училище на должность младшего офицера. В июне 1886 года произведен в поручики.
В марте 1892 года назначен командовать 9-й ротой своего полка. В мае того же года произведен в штабс-капитаны.
В мае 1892 года, в составе отряда из двух рот и сотни казаков, принимал участие в усмирении крестьян села Яски, Одесского уезда.
В апреле 1899 года, за отличие по службе, произведен в капитаны. Командовал ротой (в общей сложности командовал ротами 12,5 лет), избирался членом суда общества офицеров, членом комиссии для заведывания офицерским заёмным капиталом, членом распорядительного комитета полкового офицерского собрания. Назначался членом полкового суда.
С января по июль 1902 года обучался в Офицерской стрелковой школе, курс которой окончил с оценкой успешно.
Участник Русско-японской войны в составе войск 8-го армейского корпуса, отправленного в 1904 году из Одесского военного округа в Маньчжурию, в действующую Маньчжурскую армию (в состав 8-го армейского корпуса входила 15-я пехотная дивизия и её 59-й пехотный Люблинский полк, в котором служил Бочковский).
В июне 1904 года капитан Бочковский был назначен командующим 4-м батальоном своего полка, а в сентябре того же года — командиром пулемётной роты 15-й пехотной дивизии. С февраля 1905 года принимал участие в боях; за отличия в период войны был удостоен двух орденов и Высочайшего благоволения.
В апреле 1906 года, за отличие по службе, был произведен в подполковники. В июне того же года переведен обратно в свой 59-й пехотный Люблинский полк, возвращённый в Одессу, на постоянное место дислокации. По прибытии в полк был назначен наблюдающим за полковыми командами: за командами певчих и носильщиков, затем — за учебной и охотничьей командами, затем — за лазаретом и околотком; был заведывающим хозяйством полка.
В феврале 1909 года назначен командиром 3-го батальона (батальонами полка командовал в общей сложности один год и 8 месяцев). С января 1910 по январь 1911 года был председателем полкового суда.
С ноября 1910 по март 1911 года был в прикомандировании к 60-му пехотному Замосцкому полку, с назначением на должность старшего штаб-офицера полка. В январе 1911 года был произведен в полковники.
С марта 1911 года полковник Бочковский — старший штаб-офицер своего 59-го пехотного Люблинского полка. В 1911 году назначался наблюдающим за полковыми командами: пулемётной, службы связи, учебной и разведчиков. Был избран в состав полкового суда общества господ офицеров; в 1912 году избран в состав полкового суда чести.
С мая по июль 1912 года прошёл учебный пулемётный курс при Офицерской стрелковой школе.
В декабре 1913 года был назначен младшим помощником командира полка.
На январь 1914 года — был женат на дочери почётного гражданина Григория Иосифовича Кислова, Анне Григорьевне, православного вероисповедания. Имел сына Николая, рождённого 13.01.1886, и дочь Наталью, рождённую 31.07.1887. Недвижимого имущества семья Бочковского не имела.
С июля 1914 года — участник Первой мировой войны в составе своего полка. Участвовал в Галицийской битве и в последующих сражениях в Галиции и в Польше.
В марте 1915 года был назначен командиром 57-го пехотного Модлинского полка той же 15-й пехотной дивизии. 23.08.1915 был ранен в бою, 29.08.1915 эвакуирован на лечение.
В апреле 1916 года — назначен командующим бригадой 15-й пехотной дивизии.
В сентябре 1916 года, за отличия в делах против неприятеля, произведен в генерал-майоры, с утверждением в занимаемой должности. За годы войны был награждён тремя боевыми орденами, в том числе орденом Святого Георгия 4-й степени, и Георгиевским оружием.
В июле 1917 года был назначен командующим 12-й Сибирской стрелковой дивизией 7-го Сибирского армейского корпуса (7-я армия, Юго-Западный фронт).
После Октябрьской революции в Петрограде, в 1918 году, генерал Бочковский служил в армии Украинской державы. С начала июня 1918 года он — командир 3-й пехотной дивизии, с 09.11.1918 — начальник Отдельной Запорожской дивизии. После отречения гетмана Скоропадского от власти оставил службу в украинской армии и перебрался на Дон.
С 23.12.1918 — участник Белого движения в составе ВСЮР, состоял в резерве чинов при штабе главнокомандующего ВСЮР.
Умер в марте 1920 года в районе Новороссийска, во время отступления ВСЮР.

## Награды
- Медаль «В память русско-турецкой войны 1877—1878» (тёмно-бронзовая, 1878)[1]
- Медаль «В память царствования императора Александра III» (1896)[1]
- Орден Святой Анны 3-й степени[17] (03.02.1896; 12.04.1896)[1]
- Орден Святого Станислава 2-й степени  (ВП от 25.12.1902)[1]
- Орден Святой Анны 2-й степени с мечами (28.11.1905[18]; утв. ВП от 16.01.1907)[1]
- Орден Святой Анны 2-й степени (27.12.1905[19])[1]
- Медаль «В память русско-японской войны» (12.04.1906)[1]
- Орден Святого Владимира 4-й степени (06.12.1909; ВП от 15.02.1910)[1]
- Высочайшее благоволение (ВП от 14.08.1910), — за отлично-усердную службу и труды, понесенные во время военных действий в Маньчжурии[1]
- Медаль «В память 300-летия царствования Дома Романовых» (19.06.1913)[1]
- Орден Святого Владимира 3-й степени с мечами (ВП от 25.06.1915)
- Георгиевское оружие (18.04.1915[20]; утв. ВП от 10.11.1915), — …за то, что в бою 21-го января 1915 года у с. Смольник с частью вверенного ему полка овладел сильно укреплённой позицией на высоте 636, имевшей для австрийцев весьма важное значение, причём захватил 10 офицеров и несколько сот нижних чинов; 31-го января там же овладел высотой 607, взяв 15 офицеров, 800 нижних чинов и 3 пулемёта.[21]
- Орден Святого Георгия 4-й степени (15.08.1916[22]; утв. 27.02.1917, Дополнение к ПАФ от 04.03.1917), — …за то, что, будучи в чине полковника и командуя двумя батальонами 57-го пехотного Модлинского Генерал-Адъютанта Корнилова полка и одним батальоном 229-го пехотного Сквирского полка, 13-го, 14-го и 15-го мая 1915 года, до подхода наших подкреплений, сдерживал натиск превосходных сил противника, направлявшихся правым берегом р. Сана с линии дд. Грабовец и Неновице в тыл частям 19-й и 12-й пехотных дивизий, занимавших в это время позиции на левом берегу р. Сана у дд. Свента — Дрогачев. Подвергая свою жизнь явной опасности, под ружейным и артиллерийским огнём, генерал-майор Бочковский своими действиями предотвратил захват шоссе Львов—Перемышль, удержал переправы на р. Сан между Перемышлем и Свентой и дал возможность частям, занимавшим левый берег Сана, благополучно отойти.[23]
- Орден Святого Станислава 1-й степени с мечами (ПАФ от 20.03.1917)